# اسکستان
اسکستان روستایی است که در استان اردبیل، شهرستان خلخال، بخش شاهرود، دهستان شاهرود قرار دارد. مردم این روستا به زبان تاتی و تالشی سخن می‌گویند.

## جمعیت
بر اساس سرشماری سال ۱۴۰۲جمعیت این روستا ۱۲۰۰نفر با ۳۰۰ خانوار بوده است. مردم اسکستان به زبان تاتی سخن می‌گویند.